# Carcharhinus melanopterus
El tiburón punta negra (Carcharhinus melanopterus) es una especie de tiburón réquiem (familia Carcharhinidae) fácilmente identificable por los contornos negros en sus aletas, sobre todo en la primera aleta dorsal y aleta caudal. Es de los tiburones más abundantes que habitan en los arrecifes tropicales de coral de los océanos Índico y Pacífico, esta especie prefiere aguas poco profundas y costeras, la exposición de la primera aleta dorsal es un espectáculo común en la región. La mayoría de tiburones de arrecife de punta negra se encuentra en las repisas de los arrecifes y pisos de arena, aunque también son conocidos por entrar en ambientes salobres y de agua dulce. Esta especie normalmente alcanza una longitud de 1,6 m (5,2 pies).
Los tiburones de arrecife de punta negra tienen la reputación de conformar hogares pequeños y ser muy fieles al lugar en donde habitan, permaneciendo en la misma área local hasta varios años. Son depredadores activos de pequeños peces óseos, cefalópodos, crustáceos, y también han sido conocidos depredadores de serpientes y aves marinas. La documentación acerca de la vida del tiburón punta negra ha sido variable y en ocasiones contradictoria, en parte debido a las diferencias geográficas dentro de la especie. Al igual que otros miembros de su familia, este tiburón es vivíparo: las hembras que dan a luz de 2-5 jóvenes en un ciclo anual o bienal. Informes indican que el período de gestación va de 7-9, 10-11, hasta llegar a los 16 meses. Durante el período de apareamiento los machos siguen de cerca a las hembras, probablemente atraídos por sus señales químicas. Los tiburones recién nacidos se encuentran más cerca de la orilla y en aguas menos profundas que los adultos, a menudo en grandes grupos de itinerantes en las zonas inundadas por la marea alta.
Tímido y asustadizo, el tiburón punta negra es difícil de abordar y rara vez supone un peligro para los seres humanos a menos que sea incitado con comida. Sin embargo, las personas que nadan en aguas poco profundas corren el riesgo de ser mordidas en sus piernas por error. Este tiburón es utilizado por su carne, aletas y aceite de hígado, pero no se considera una especie comercialmente importante. La Unión Internacional para la Conservación de la Naturaleza (UICN) ha evaluado al tiburón de punta negra como una especie casi amenazada. Aunque la especie en su conjunto sigue estando muy extendida y relativamente común, la pesca excesiva de este tiburón y su lenta reproducción ha llevado a su declive.

## Descripción
Es una especie de constitución robusta con la típica figura de tiburón, posee un hocico corto, ancho, redondeado y medianamente grande, ojos ovalados. Cada fosa nasal tiene un colgajo de piel en el frente que se expande en un pezón en forma de lóbulo. Sin contar los dientes pequeños sinfisarios (centrales), el número de filas de dientes es de 11-13 (usualmente 12) en ambos lados de la mandíbula superior y 10-12 (usualmente 11) en ambos lados de la mandíbula inferior. Los dientes de arriba están en posición vertical con un ángulo estrecho y de forma triangular, teniendo estrías que son más gruesas en las bases; los dientes inferiores son similares, pero más finamente aserrados. Los dientes de los machos adultos son más abruptamente curvados que en las hembras.

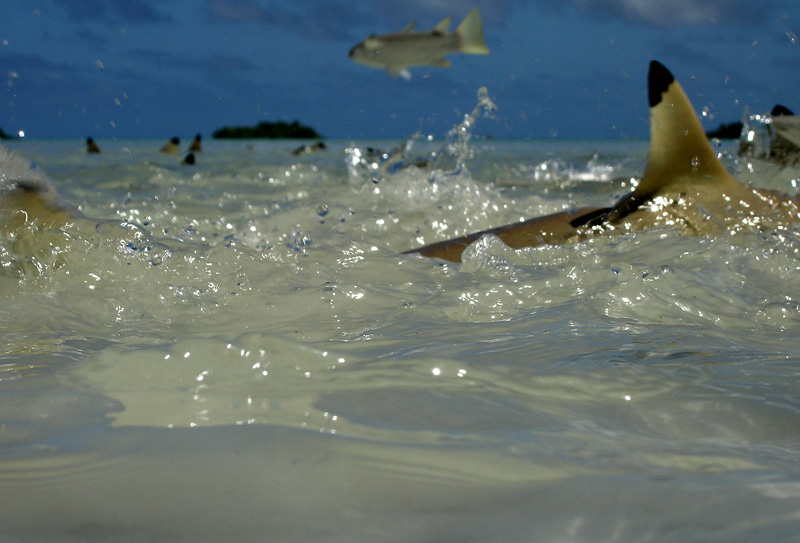
tiburones punta negra alimentándose cerca de la costa, su principal alimento son los peces pequeños.

Las aletas pectorales son grandes, angostas y falcadas (en forma de hoz). La considerablemente alta primera aleta dorsal tiene el borde posterior en curva invertida como una "S". La segunda aleta dorsal es relativamente grande, con un margen posterior corto, y se coloca sobre la aleta anal. No hay cresta entre las aletas dorsales. Este tiburón es de un pálido color marrón grisáceo por encima y blanco por debajo, con una banda blanca evidente en los costados que se extiende hacia delante y por encima de la aleta anal. Todas las aletas poseen protuberancias de negro en relieve que se van aclarando hasta las puntas, son especialmente notables en la primera aleta dorsal y lóbulo inferior de la aleta caudal. La mayoría de los tiburones de arrecife de punta negra no miden más de 1,6 m (5,2 pies) de largo, aunque raramente ciertos especímenes pueden llegar a medir 1,8 m (5,9 pies) o hasta 2,0 m (6,6 pies). El peso máximo registrado es de 13,6 kg (30 lb ).

## Distribución
El tiburón de arrecife de puntas negras se encuentra en las aguas costeras del Indo-Pacífico tropical y subtropical. En el océano Índico, se encuentra desde Sudáfrica hasta el mar Rojo, incluyendo Madagascar, Mauricio y las Seychelles, y desde allí hacia el este a lo largo de la costa del subcontinente indio hasta el sudeste asiático, incluyendo Sri Lanka, las islas Andamán y las Maldivas. En el océano Pacífico, se encuentra desde el sur de China y Filipinas hasta Indonesia, el norte de Australia y Nueva Caledonia, y también habita en numerosas islas oceánicas, incluidas las islas Marshall, Gilbert, Society, Hawai y Tuamotu. Este tiburón, un migrante lessepsiano, ha colonizado el mar Mediterráneo oriental a través del Canal de Suez.

## Taxonomía
Los naturalistas franceses Jean René Constant Quoy y Joseph Paul Gaimard describieron originalmente al tiburón de arrecife de puntas negras durante el viaje exploratorio de la corbeta Uranie entre 1817 y 1820. En 1824, su relato se publicó como parte de Voyage autour du monde...sur les corvettes de S.M. Uranie et la Physicienne, informe de Louis de Freycinet sobre el viaje en 13 volúmenes. El espécimen tipo fue un macho juvenil de 59 cm (23 pulgadas) de largo capturado en la isla de Waigeo, al oeste de Nueva Guinea. Quoy y Gaimard eligieron el nombre Carcharias melanopterus, del griego melas que significa "negro" y pteron que significa "aleta" o "ala", en referencia a las prominentes marcas de las aletas de este tiburón.

## Interacción con los seres humanos

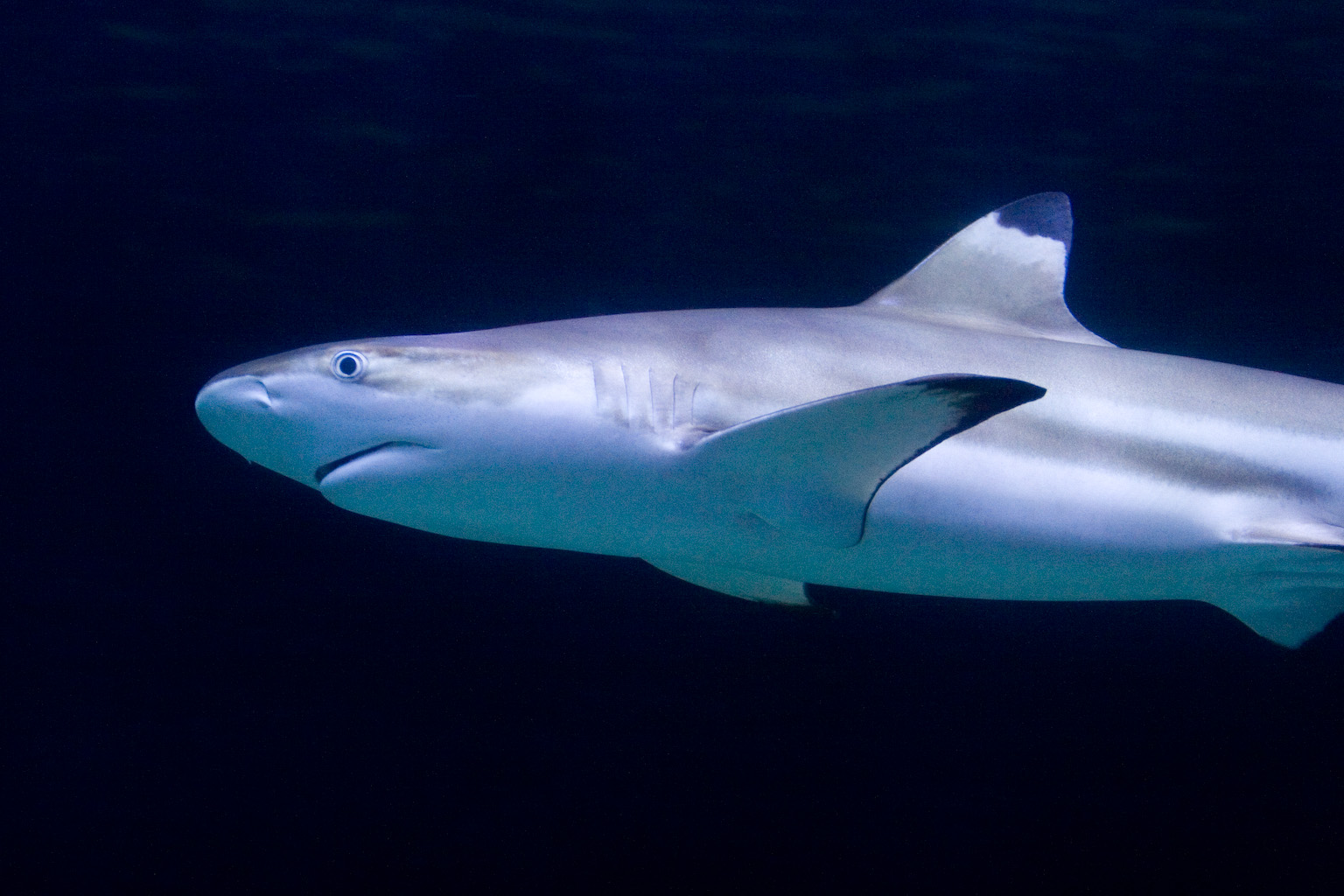
la aleta dorsal es la principal parte de su identificación.

En la mayoría de las circunstancias, el tiburón de arrecife de puntas negras tiene un comportamiento severo y los bañistas lo asustan fácilmente. Sin embargo, sus preferencias de hábitat costero lo llevan a un contacto frecuente con los humanos, por lo que se lo considera potencialmente peligroso. A principios de 2009, en el Archivo Internacional de Ataques de Tiburones se enumeraron 11 ataques no provocados y 21 ataques en total (ninguno mortal) atribuibles al tiburón de arrecife de puntas negras. La mayoría de los ataques implican que los tiburones muerden las piernas o los pies de las aves zancudas, aparentemente confundiéndolas con sus presas naturales, y no resultan en lesiones graves. En las Islas Marshall, los isleños nativos evitan los ataques de tiburones de arrecife de puntas negras nadando en lugar de caminar por aguas poco profundas, ya que una forma de disuadir a estos tiburones es sumergir el cuerpo. También se sabe que el tiburón de arrecife de puntas negras se vuelve agresivo en presencia de cebo y puede representar una amenaza cuando intenta robar las capturas de los pescadores submarinos.

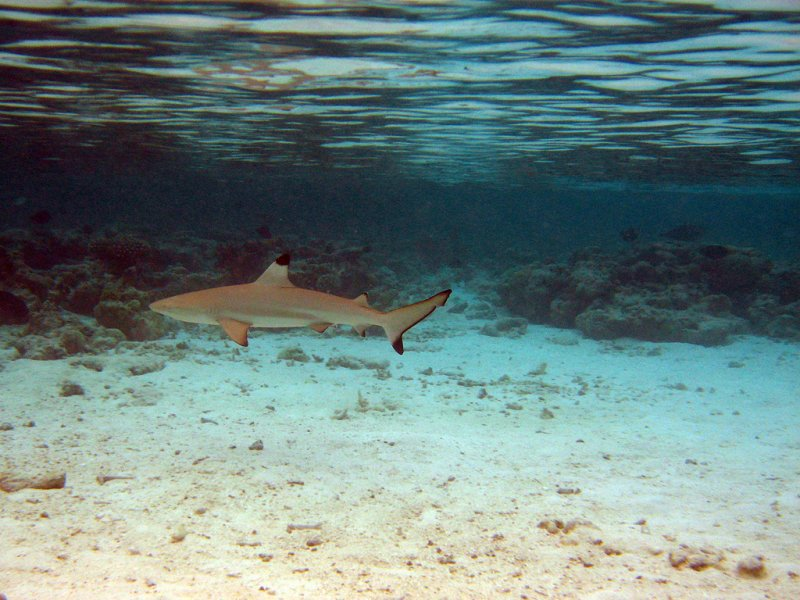
El tiburón punta negra prefiere las aguas poco profundas, inshore waters.